# Liste der Baudenkmäler in Patersdorf
Auf dieser Seite sind die Baudenkmäler in der niederbayerischen Gemeinde Patersdorf zusammengestellt. Diese Tabelle ist eine Teilliste der Liste der Baudenkmäler in Bayern. Grundlage ist die Bayerische Denkmalliste, die auf Basis des Bayerischen Denkmalschutzgesetzes vom 1. Oktober 1973 erstmals erstellt wurde und seither durch das Bayerische Landesamt für Denkmalpflege geführt wird. Die folgenden Angaben ersetzen nicht die rechtsverbindliche Auskunft der Denkmalschutzbehörde.
 Die Liste gibt den Fortschreibungsstand vom 22. September 2017 wieder und umfasst 24 Baudenkmäler.

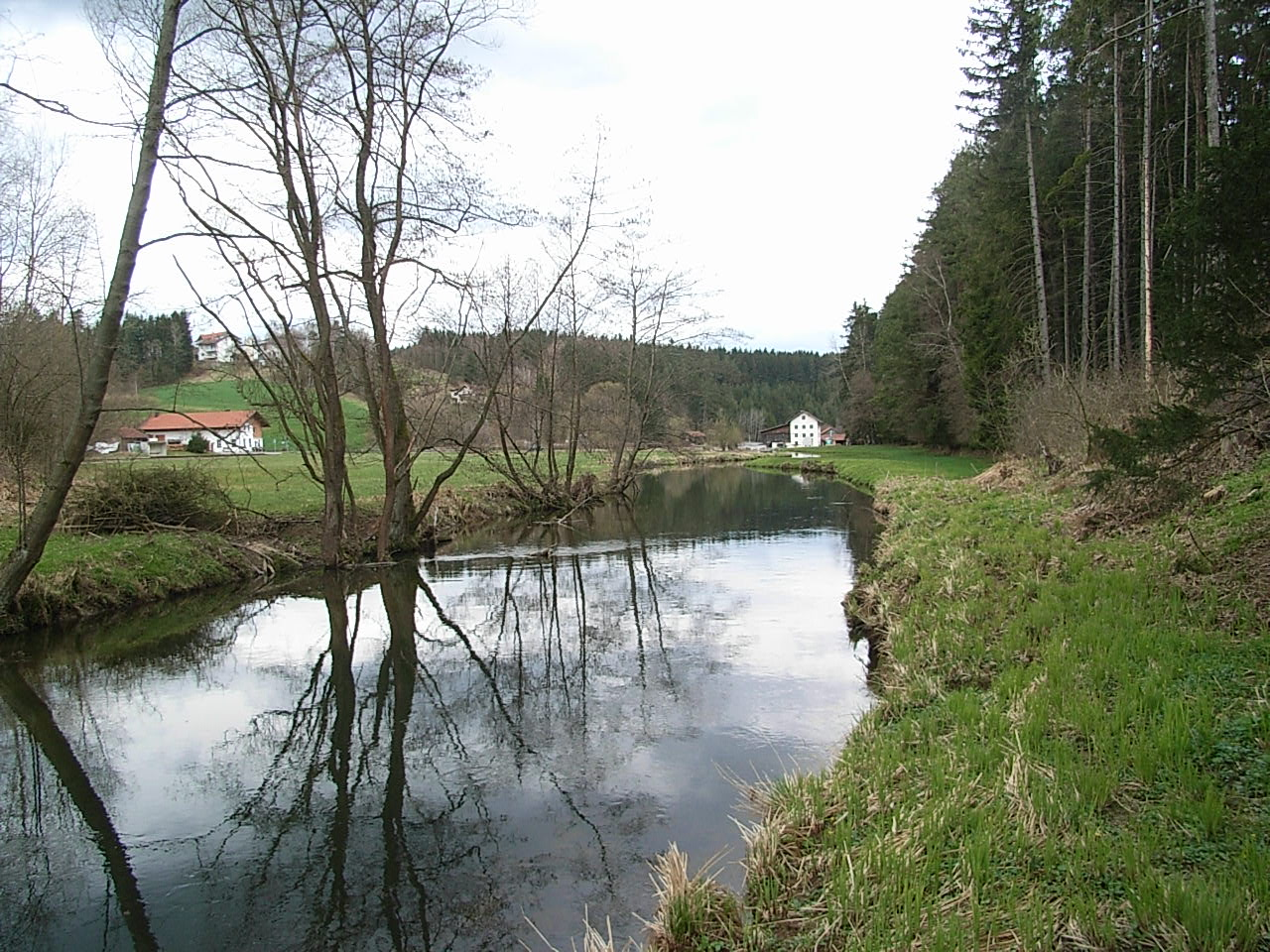
Die Teisnach bei Patersdorf

## Baudenkmäler nach Ortsteilen

### Patersdorf
| Lage                                      | Objekt                             | Beschreibung | Akten-Nr.    | Bild           |
| ----------------------------------------- | ---------------------------------- | --- | ------------ | -------------- |
| Martinsplatz 5; Martinsplatz 7 (Standort) | Katholische Pfarrkirche St. Martin | Saalkirche mit Steildach und Schweifgiebel, dreiseitig geschlossen, Chor spätgotisch, Langhaus 18. Jahrhundert, 1908 verlängert, Flankenturm mit Zwiebelhaube von 1893; mit Ausstattung; Leichenhalle, eingeschossiger Walmdachbau mit offener Vorhalle, Bruchstein, um 1910; Geräteschuppen, kleiner Pyramidendachbau, Bruchstein, um 1910; Friedhofsmauer, Bruchstein, um 1910. | D-2-76-134-1 | weitere Bilder |
| Pointweg 1 (Standort)                     | Waldlerhaus                        | Eingeschossiger Flachsatteldachbau, verbretterter Giebelschrot mit geschnitzter Schrotstange, Kniestock Blockbau, bezeichnet mit „1817“. | D-2-76-134-2 | BW             |

### Haidenberg
| Lage                     | Objekt     | Beschreibung | Akten-Nr.    | Bild |
| ------------------------ | ---------- | --- | ------------ | ---- |
| Haidenberg 32 (Standort) | Bauernhaus | Wohnstallhaus, zweigeschossiger Flachsatteldachbau mit zwei verbretterten Giebelschroten, Blockbau, nach Süden massiver Stallteil, erstes Viertel 19. Jahrhundert. | D-2-76-134-4 | BW   |

### Harthof
| Lage                    | Objekt                                   | Beschreibung | Akten-Nr.    | Bild |
| ----------------------- | ---------------------------------------- | --- | ------------ | ---- |
| Harthof 1 (Standort)    | Wohnhaus eines ehemaligen Mühlenanwesens | Zweigeschossiger Flachsatteldachbau mit doppelt umlaufendem Schrot, um 1820 (nach Brand 1819), Ostteil als Blockbau mit Giebelschrot über natursteingemauertem Untergeschoss, mit anschließendem tonnengewölbtem Erdkeller, im Kern vor 1819, Umbauten im Gebäude 1887, bezeichnet im Werksteingewände der Eingänge; südöstlicher Stallanbau, erdgeschossiger Satteldachbau, Bruchsteinmauerwerk, um 1890. | D-2-76-134-5 | BW   |
| Nähe Harthof (Standort) | Hofkapelle                               | Kleiner Flachsatteldachbau mit traufseitigem Eingang, bezeichnet mit „1746“, giebelseitig Holzepitaph, neugotisch, 1882. | D-2-76-134-6 | BW   |

### Häuslern
| Lage                  | Objekt      | Beschreibung | Akten-Nr.    | Bild |
| --------------------- | ----------- | --- | ------------ | ---- |
| Häuslern 2 (Standort) | Ausnahmhaus | Zweigeschossiger Satteldachbau, Obergeschoss Blockbau, nach Westen Stadel, erstes Viertel 19. Jahrhundert, Dach später. | D-2-76-134-3 | BW   |

### Hinterleuthen
| Lage                       | Objekt     | Beschreibung | Akten-Nr.    | Bild |
| -------------------------- | ---------- | --- | ------------ | ---- |
| Hinterleuthen 1 (Standort) | Bauernhaus | Wohnstallhaus, zweigeschossiger Satteldachbau mit Trauf- und Giebelschroten, Blockbau, nach Westen massiver Stallteil, im Kern 18. Jahrhundert; Traidkasten, geständerter Blockbau mit Umlaufschrot, 19. Jahrhundert. | D-2-76-134-7 | BW   |

### Irlach
| Lage                | Objekt                                    | Beschreibung | Akten-Nr.    | Bild |
| ------------------- | ----------------------------------------- | --- | ------------ | ---- |
| Irlach 1 (Standort) | Wohnteil eines ehemaligen Wohnstallhauses | Zweigeschossiger Massivbau mit flach geneigtem Satteldach, frühes 19. Jahrhundert, eventuell später versteinert; Traidkasten, geständerter Blockbau mit verschaltem Trauf- und Giebelschrot, drittes Viertel 19. Jahrhundert. | D-2-76-134-8 | BW   |
| Irlach 2 (Standort) | Kleinbauernhaus                           | Zweigeschossiger Flachsatteldachbau, Obergeschoss Blockbau, erste Hälfte 19. Jahrhundert. | D-2-76-134-9 | BW   |

### Mooshof
| Lage                 | Objekt        | Beschreibung | Akten-Nr.     | Bild |
| -------------------- | ------------- | --- | ------------- | ---- |
| Mooshof 1 (Standort) | Wohnstallhaus | Zweigeschossiger Flachsatteldachbau mit Putzgliederungen und Hochlaube, im Obergeschoss Kapelle, Portal bezeichnet mit „1855“, im Kern wohl 1792; Backhaus, zweigeschossiger Flachsatteldachbau, Bruchstein mit Ziegelrahmungen, 19. Jahrhundert. | D-2-76-134-10 | BW   |

### Prenning
| Lage                  | Objekt                           | Beschreibung | Akten-Nr.     | Bild |
| --------------------- | -------------------------------- | --- | ------------- | ---- |
| Prenning 1 (Standort) | Wohnstallhaus eines Vierseithofs | Zweigeschossiger Satteldachbau, Obergeschoss Blockbau, bezeichnet mit „1870“, im Kern älter, Dach später; Stall, zweigeschossiger Satteldachbau mit Traufschrot, Bruchstein, Anfang 20. Jahrhundert. | D-2-76-134-11 | BW   |

### Prünst
| Lage                         | Objekt                    | Beschreibung | Akten-Nr.     | Bild |
| ---------------------------- | ------------------------- | --- | ------------- | ---- |
| Ganslweg 1 (Standort)        | Geschlossener Vierseithof | Wohnstallhaus, eingeschossiger Flachsatteldachbau mit Giebel- und Traufseitschrot, Kniestock Blockbau, bezeichnet mit „1821“, im Kern älter; Ausnahmhaus, zweigeschossiger Flachsatteldachbau, Obergeschoss Blockbau, 18./Anfang 19. Jahrhundert; Stadel, Walmdachbau, Holzständerwerk, bezeichnet mit „1742“; Traidkasten, geständerter Blockbau mit Traufschrot, bezeichnet mit „1861“, im Kern älter; Stall, langgestreckter Flachsatteldachbau, Bruchstein, 18./19. Jahrhundert, Dach erneuert; Backhaus, kleiner Steildachbau über unregelmäßigem Grundriss, nach Westen Brechhütte, Bruchstein, 18./Anfang 19. Jahrhundert. | D-2-76-134-12 | BW   |
| Hofstattstraße 11 (Standort) | Ortskapelle               | Steildachbau mit eingezogenem, halbrund geschlossenem Chor, Giebelreiter mit Spitzhelm, neugotisch, wohl zweite Hälfte 19. Jahrhundert. | D-2-76-134-13 | BW   |
| Hofstattstraße 24 (Standort) | Bauernhaus                | Zweigeschossiger Satteldachbau, Blockbau, zum Teil massiv, erstes Viertel 19. Jahrhundert, Dach später. | D-2-76-134-14 | BW   |
| Hütergasse 13 (Standort)     | Waldlerhaus               | Eingeschossiger Flachsatteldachbau mit verschaltem Giebelschrot, Kniestock Blockbau, erste Hälfte 19. Jahrhundert. | D-2-76-134-15 | BW   |

### Schön
| Lage                        | Objekt     | Beschreibung                                                                             | Akten-Nr.     | Bild |
| --------------------------- | ---------- | ---------------------------------------------------------------------------------------- | ------------- | ---- |
| Schön 1; Schön 2 (Standort) | Hofkapelle | Satteldachbau, segmentbogig geschlossen, zweite Hälfte 19. Jahrhundert; mit Ausstattung. | D-2-76-134-18 | BW   |

### Sündweging
| Lage                    | Objekt      | Beschreibung | Akten-Nr.     | Bild |
| ----------------------- | ----------- | --- | ------------- | ---- |
| Sündweging 3 (Standort) | Waldlerhaus | Eineinhalbgeschossiger Flachsatteldachbau mit verbrettertem Giebelschrot und geschnitzter Mittelsäule, Blockbau, bezeichnet mit „1833“. | D-2-76-134-21 | BW   |

### Steineröd
| Lage                        | Objekt     | Beschreibung                                                                                        | Akten-Nr.     | Bild |
| --------------------------- | ---------- | --------------------------------------------------------------------------------------------------- | ------------- | ---- |
| Hamerling; Weide (Standort) | Hofkapelle | Satteldachbau mit offener Vorhalle, dreiseitig geschlossen, bezeichnet mit „1886“; mit Ausstattung. | D-2-76-134-20 | BW   |

### Tradweging
| Lage                                    | Objekt      | Beschreibung | Akten-Nr.     | Bild     |
| --------------------------------------- | ----------- | --- | ------------- | -------- |
| Tradweging 5 (Standort)                 | Waldlerhaus | Zweigeschossiger Flachsatteldachbau mit verbrettertem Giebelschrot, Obergeschoss Blockbau, nach Süden Stadel, zweites Viertel 19. Jahrhundert. | D-2-76-134-23 | BW       |
| Tradweging 12 (Standort)                | Wohnhaus    | Zweigeschossiger Flachsatteldachbau mit geschnitzten Trauf- und Giebelschroten, Obergeschoss Blockbau, bezeichnet mit „1849“, nördlich Erdkeller; Wirtschaftsteil, rechtwinklig anschließend, Bruchsteinbau, 18./19. Jahrhundert, verbrettertes Obergeschoss jünger. | D-2-76-134-24 | Wohnhaus |
| Tradweging 12; Tradweging 14 (Standort) | Hofkapelle  | Kleiner Satteldachbau, im Kern erste Hälfte 19. Jahrhundert, später erweitert; mit Ausstattung. | D-2-76-134-25 | BW       |

### Zottling
| Lage                  | Objekt                                     | Beschreibung | Akten-Nr.     | Bild |
| --------------------- | ------------------------------------------ | --- | ------------- | ---- |
| Zottling 1 (Standort) | Traidkasten eines ehemaligen Vierseithofes | Blockbau mit flach geneigtem Satteldach, über neuem Unterbau (ehemals geständert), zweite Hälfte 18. Jahrhundert. | D-2-76-134-26 | BW   |

### Zuckenried
| Lage                      | Objekt        | Beschreibung | Akten-Nr.     | Bild |
| ------------------------- | ------------- | --- | ------------- | ---- |
| Unteres Dorf (Standort)   | Weilerkapelle | Satteldachbau mit eingezogenem, halbrund geschlossenem Chor, Dachreiter mit Spitzhelm, drittes Viertel 19. Jahrhundert; mit Ausstattung. | D-2-76-134-28 | BW   |
| Unteres Dorf 4 (Standort) | Waldlerhaus   | Eingeschossiger Flachsatteldachbau mit Kniestock, Blockbau, zum Teil massiv, Mitte 18. Jahrhundert.                                      | D-2-76-134-27 | BW   |

## Ehemalige Baudenkmäler
In diesem Abschnitt sind Objekte aufgeführt, die früher einmal in der Denkmalliste eingetragen waren, jetzt aber nicht mehr. Objekte, die in anderem Zusammenhang also z. B. als Teil eines Baudenkmals weiter eingetragen sind, sollen hier nicht aufgeführt werden. Aktennummern in diesem Abschnitt sind ehemalige, jetzt nicht mehr gültige Aktennummern.

| Lage                    | Objekt      | Beschreibung | Akten-Nr.     | Bild |
| ----------------------- | ----------- | --- | ------------- | ---- |
| Tradweging 4 (Standort) | Traidkasten | Zugehöriger zweigeschossiger Traidkasten des 18. Jahrhunderts; Stadel mit Traufschrot, die Brüstung in der typischen Blendbogen-Gliederung, Mitte 19. Jahrhundert. | D-2-76-134-22 | BW   |